# Paulo Obradović
Paulo Obradović, (Dubrovnik, 9. ožujka 1986.), hrvatski vaterpolist.
Trenutačno igra za grčki Olympiakos, u kojeg je prešao iz Juga iz Dubrovnika na poziciji napadača, nakon što je u sezonama 2012./13. i 2013./14. nosio kapicu riječkog Primorja. Debitirao je za hrvatsku reprezentaciju u siječnju 2009. u utakmici Svjetske lige protiv Rusije u Rijeci. Osvojio je prvog europskog zlata za Hrvatsku na EP-u u Zagrebu 2010. godine. Proglašen je najboljim igračem Jadranske lige 2013./14. S Jugom je osvojio naslov prvaka Europe 2016. godine. S 51 postignutim pogotkom bio je najbolji strijelac Jadranske lige u sezoni 2016./17., kad je Jug nadmoćno obranio naslov. U sezoni 2017./18. kao igrač Olympiakosa osvojio je Ligu prvaka.